# لس آنجلس تایمز
لس آنجلس تایمز (به انگلیسی: The Los Angeles Times) (همین‌طور با نام اِل‌اِی تایمز (به انگلیسی: LA Times) نیز شناخته می‌شود) روزنامه‌ای است که در ال سگوندو، کالیفرنیا منتشر می‌شد، که از سال ۱۸۸۱ در لس آنجلس، کالیفرنیا منتشر می‌شود و در قسمت غربی ایالات متحده آمریکا توزیع می‌شود. این روزنامه دومین روزنامه بزرگ مناطق شهری و دارای پنجمین تیراژ بزرگ در ایالات متحده می‌باشد. این روزنامه بزرگ‌ترین روزنامه آمریکایی است که دفتر مرکزی آن در ساحل شرقی آمریکا قرار ندارد. تمرکز محتوای این روزنامه حول موضوعات برجسته در ساحل غربی آمریکا، مانند روند مهاجرت و بلایای طبیعی قرار دارد. به دلیل منعکس کردن این موضوعات و سایر موضوعات مرتبط تا کنون بیش از ۴۰جایزه پولیتزر را دریافت کرده‌است. از تاریخ ۱۸ ژوئن ۲۰۱۸، مالکیت این روزنامه در اختیار پاتریک سون-شیونگ قرار دارد، و مسئولیت اجرای ویراستاری آن به عهده نورمن پیرلستین است.

## جایزه پولیتزر
لس‌آنجلس تایمز از سال ۲۰۱۴ تا کنون ۴۱ جایزه پولیتزر از جمله چهار جایزه سرمقاله کاریکاتور را که هرکدام مرتبط به گزارش‌های خبری شورش واتس در ۱۹۶۵ و شورش لس‌آنجلس در ۱۹۹۲ بوده‌است را کسب کرده‌است.

## پرسنل

### نویسنده و ادیتور
- کیمی یوشینو، سردبیر
- اسکات کرافت، سردبیر
- شلبی گراد، معاون سردبیر
- مارتین بارون، دستیار سردبیر
- باربارا دمیک، رئیس دفتر پکن، نویسنده
- رابرت جی دونووان (۱۹۱۲–۲۰۰۳)، رئیس دفتر واشینگتن

## دوران اوتیس
تایمز برای اولین بار در تاریخ ۴ دسامبر ۱۸۸۱به عنوان روزنامه لس آنجلس دیلی تایمز به مدیریت ناتان کول جونیور و توماس گاردینر منتشر شد. اولین بار در چاپخانه میرور، متعلق به جسی یارنل و تی جی چاپ شد. کیزیل کول و گاردینر که قادر به پرداخت مخارج چاپ نبودند، روزنامه را به شرکت میرور واگذار کردند. در همین حال، اس جی متس به این شرکت پیوسته بود و با اصرار وی بود که تایمز به انتشار ادامه داد. در ژوئیه ۱۸۸۲، هریسون گری اوتیس از سانتا باربارا نقل مکان کرد و سردبیر روزنامه شد. اوتیس در تایمز به موفقیت مالی دست یافت.
کوین استار، مورخ نوشت که اوتیس تاجری «قادر به دستکاری کل دستگاه‌های سیاست و افکار عمومی برای غنی‌سازی خود» بود. سیاست تحریریه اوتیس مبتنی بر تقویت مدنی، تعالی فضایل لس آنجلس و ارتقا رشد آن بود. با دستیابی به این اهداف، این روزنامه از تلاش برای گسترش تأمین آب شهر با دستیابی به حق آبرسانی دره اوونز دور حمایت کرد.